# La Mailleraye-sur-Seine
La Mailleraye-sur-Seine ist eine Commune déléguée in der französischen Gemeinde Arelaune-en-Seine mit 1.906 Einwohnern (Stand 1. Januar 2022) im Département Seine-Maritime in der Region Normandie. 
Mit Wirkung vom 1. Januar 2016 wurde La Mailleraye-sur-Seine mit der früheren Gemeinde Saint-Nicolas-de-Bliquetuit zu einer Commune nouvelle mit dem Namen Arelaune-en-Seine fusioniert. Die Gemeinde La Mailleraye-sur-Seine gehörte zum Arrondissement Rouen und zum Kanton Notre-Dame-de-Gravenchon (bis 2015: Kanton Caudebec-en-Caux).

## Geografie
La Mailleraye-sur-Seine liegt etwa 23 Kilometer westnordwestlich von Rouen auf der linken Seite der Seine. Umgeben wird La Mailleraye-sur-Seine von den Orten Notre-Dame-de-Bliquetuit im Norden, Le Trait im Osten, Heurteauville und Jumièges, Le Landin und Hauville im Süden, La Haye-de-Routout im Südwesten sowie Vatteville-la-Rue im Westen.

## Bevölkerungsentwicklung
| 1962  | 1968  | 1975  | 1982  | 1990  | 1999  | 2006  | 2012  |
| ----- | ----- | ----- | ----- | ----- | ----- | ----- | ----- |
| 1.618 | 1.601 | 1.670 | 1.694 | 1.810 | 1.833 | 1.930 | 2.027 |

## Sehenswürdigkeiten

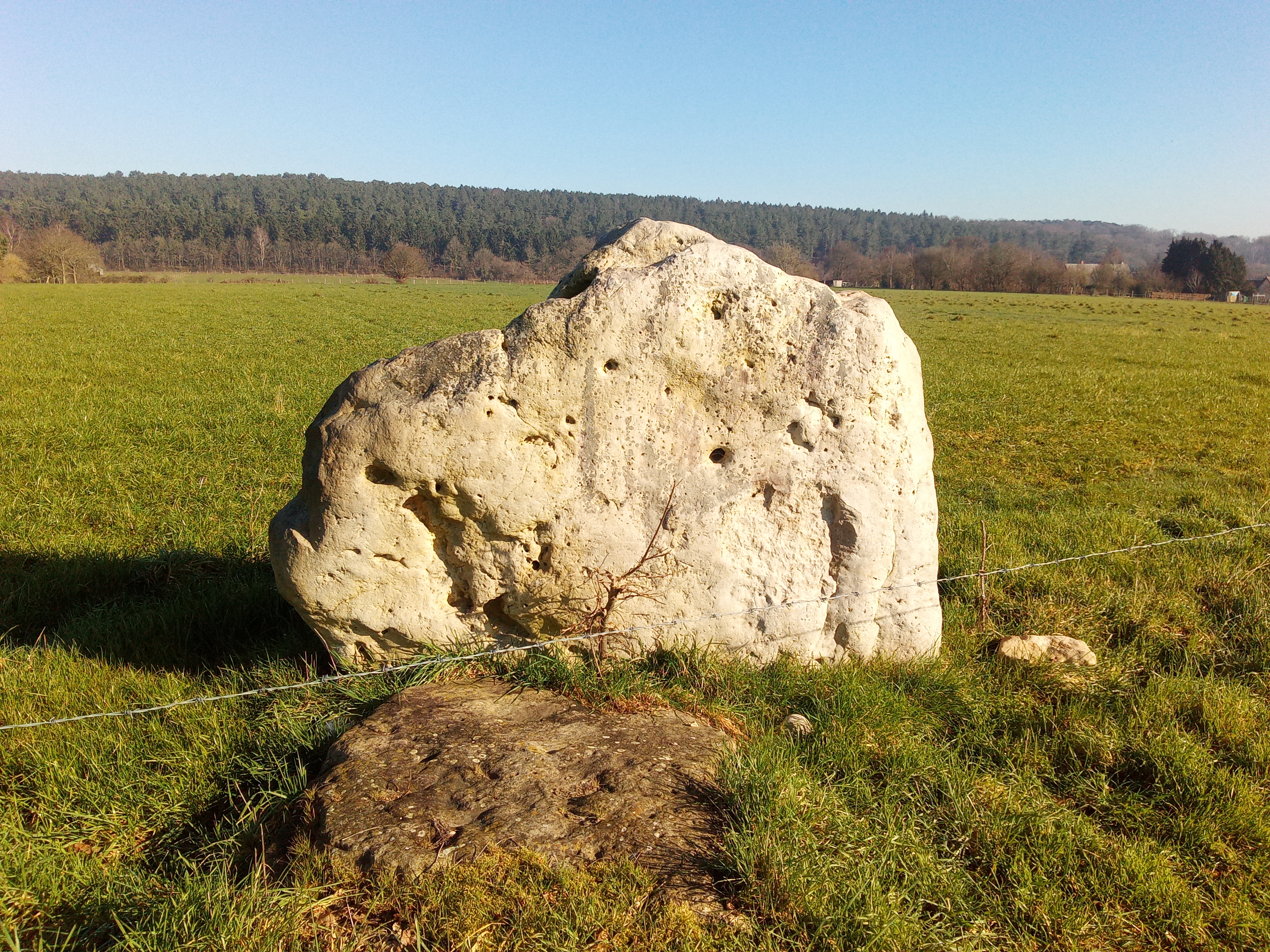
Menhir Pierre de Wuy

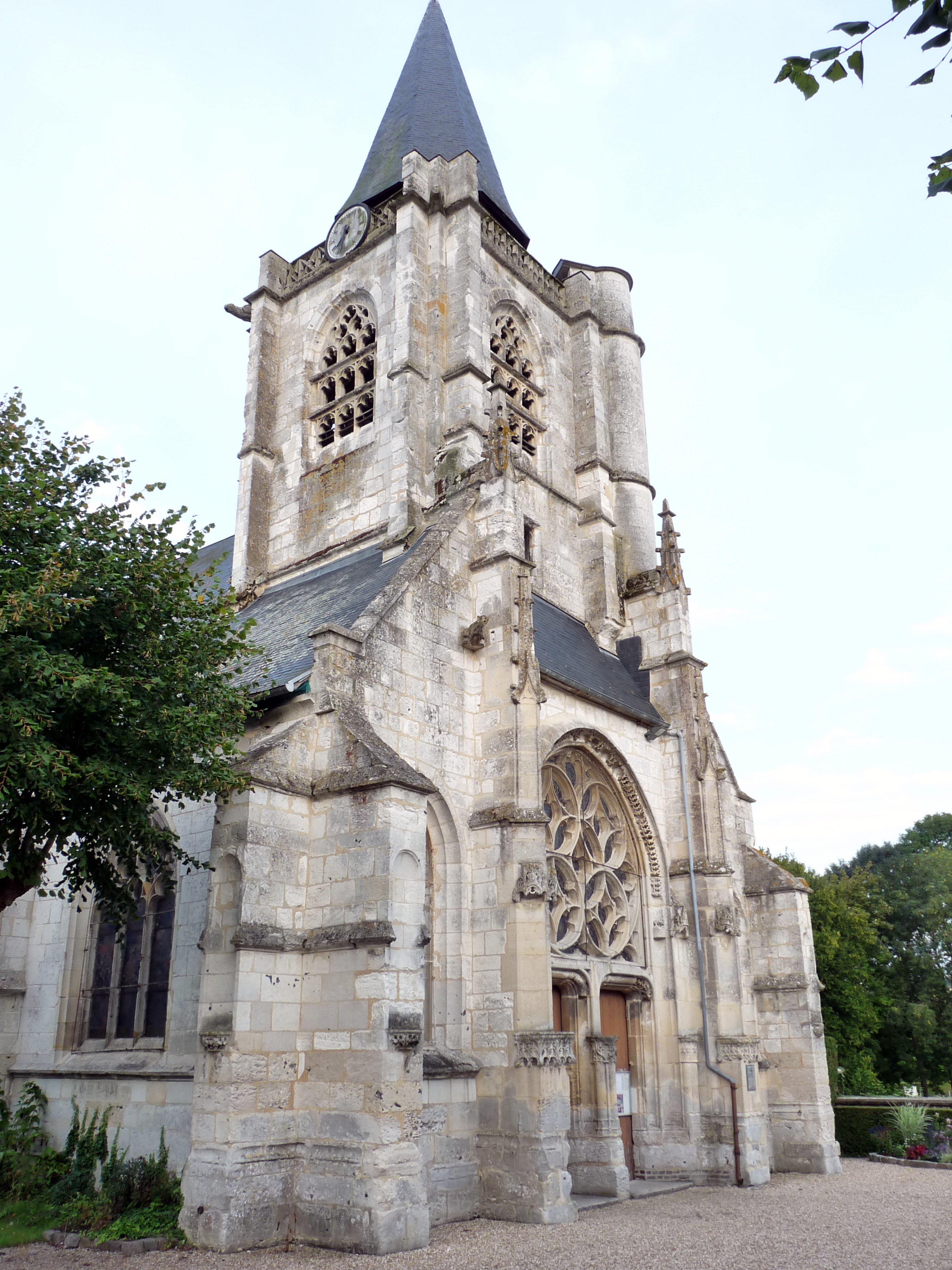
Kirche Notre-Dame-et-Saint-Marthurin

- Kirche Notre-Dame-et-Saint-Mathurin aus dem 16. Jahrhundert
- Priorat Le Torps aus dem 12. Jahrhundert
- Pfarrhaus aus dem 17. Jahrhundert

## Persönlichkeiten
- Louis Pierre Édouard Bignon (1771–1841), Historiker und Diplomat